# 白延遇
白延遇（918年—957年），字希望，五代十国后唐、后晋、后汉、后周官员，太原人。
白延遇幼年被石敬瑭收养，十三岁，跟随石敬瑭伐蜀，有勇敢矫健之名。后晋建立，主管禁军，官至檢校司空。天福年间，石敬瑭在邺都，安重榮在镇州造反，率军数万攻来，石敬瑭命杜重威统率诸将抵御。白延遇没有参预其行，于是泣告石敬瑭，愿身先士族。于是出战宗城，白延遇率其部属先攻，斩数十级，战斗激烈，其剑折断。石敬瑭命中使赐给他宝剑良马。平定镇州，以功授白延遇为检校司徒，充马军左厢都校。后出任汾州刺史，转任复州防御使。后周初年，加检校太保，后来回京。郭威亲征兖州，以白延遇为先锋都校，平定兖州，授白延遇为齐州防御使。一年后，改为兖州防御使。在兖州二年，有政绩，州民数百人进京请求立德政碑颂扬。显德二年（955年）冬，周世宗命宰臣李穀为淮南道军都部署，以白延遇为先锋都校。显德三年（956年）春，率领所部与韩令坤先入扬州，军声大振，世宗命他率领别部屯守盛唐，前后击败南唐军万余众。显德四年（957年）夏，世宗从寿春回京，以白延遇为同州匡國軍節度使，未赴任，再命他率军南征。同年冬，在濠州城下病故，被追赠太尉。